# Джариритский мазхаб
Джарири́тский мазха́б (араб. المذهب الجريري‎) или джарири́я (араб. جريرية‎) — одна из ранних правовых школ (мазхабов) в суннитском исламе, основанная в IX веке и прекратившая своё существование в X веке.
Основателем-эпонимом мазхаба является известный мусульманский богослов Ибн Джарир ат-Табари (839—923) персидского происхождения из Табаристана (совр. Иран). Помимо авторства одного из лучших богословских комментариев к Корану («Тафсир ат-Табари»), Ибн Джарир также был хорошим знатоком хадисов (илм аль-хадис) и исламского права (фикх). Мазхаб ат-Табари, который в правовых вопросах долгое время был последователем аш-Шафии, ненамного отличался от шафиитской школы и многие важные аспекты были позаимствованы им из этого мазхаба.
Ат-Табари, который в молодости совершил путешествие в Багдад с намерением обучаться у Ахмада ибн Ханбаля (но не успел застать его в живых), впоследствии не раз вступал острую в полемику с ханбалитами, а его последователи были энергичными противниками ханбалитского мазхаба. Вражда между ат-Табари и ханбалитами разгорелась настолько, что после его кончины в 923 году, он был тайно погребён ночью, чтобы не дать толпам ханбалитов сорвать похороны.
Основным трудом по джариритскому мазхабу, на который опирались все его последователи, является книга ат-Табари под названием «Прекрасные речи о положениях шариата» (араб. «لطيف القول في أحكام شرائع الإسلام»‎).
Как и некоторые другие школы (напр. аузаитский, захиритский мазхаб), созданные в период, когда «врата иджтихада» стали считаться уже «закрытыми» (то есть индивидуальная интерпретация богословско-правовых текстов стала невозможной), джариритский мазхаб перестал существовать в X веке.